# Liivi Jõgi
 (février 2017).
Si vous disposez d'ouvrages ou d'articles de référence ou si vous connaissez des sites web de qualité traitant du thème abordé ici, merci de compléter l'article en donnant les références utiles à sa vérifiabilité et en les liant à la section « Notes et références ».
La Liivi jõgi est une rivière d'Estonie. 
D'une longueur de 47 kilomètres, elle se jette dans la Kasari. Elle entoure le Château de Koluvere.